# Polizeiruf 110: Nachttaxi
Nachttaxi ist ein deutscher Kriminalfilm von Werner Röwekamp aus dem Jahr 1974. Der Fernsehfilm erschien als 29. Folge der Filmreihe Polizeiruf 110.

## Handlung
Taxifahrer Kurt Großmann wird während einer Nachttour beim Kassieren von einem vermummten Mann aus dem Wagen gezogen und mit einem Ochsenziemer geschlagen. Großmann flüchtet in ein leerstehendes Haus, wird von dem Mann verfolgt und stürzt schließlich auf der Flucht aus einem Fenster in die Tiefe. Anonym wird der Notruf gewählt. Großmann wird schwerverletzt ins Krankenhaus eingeliefert, während Oberleutnant Jürgen Hübner, Leutnant Vera Arndt und Meister Lutz Subras mit den Ermittlungen beginnen.
Es kann rekonstruiert werden, dass Großmann zu der Zeit eine blonde Dame im Wagen fuhr, die er nach seiner Pause in seiner Stammkneipe als Fahrgast mitnahm. Am Tatort lag eine Tasche, die dem Inhalt nach einem Bühnenarbeiter gehört haben muss. Tatsächlich findet man in Bühnenarbeiter Hinkel den Besitzer der Tasche. Er will flüchten, als er die Ermittler sieht, kann jedoch gestellt werden. Er war während der Tatzeit am Haus und beobachtete den Überfall, in dessen Folge auch der Fahrgast flüchtete. Hinkel nutzte die Gelegenheit und nahm das Geld des Taxifahrers an sich, lag doch seine Brieftasche auf dem Fahrersitz. Der Überfall war daher kein versuchter Raubmord. Eine zweite Spur führt zu einem Fall, der sich vor einem Jahr zugetragen hat. Damals wurde Großmann Zeuge, wie ein Wartburg-Fahrer bei überhöhter Geschwindigkeit einen Radfahrer fast überrollte. Großmann nahm seinerzeit die Verfolgung des Wagens auf und stellte am Ende den Jugendlichen Uwe. Da der Wagen zudem gestohlen war, erhielt Uwe ein Jahr Jugendarrest und wurde kurz vor dem Abitur von der Schule geworfen. In seinem neuen Betrieb macht er nun eine Ausbildung und bewährt sich.
Die Ermittler befragen Uwe, wo er in der Tatnacht war. Es stellt sich heraus, dass er mit seinen Eltern ein Konzert besucht hat, obwohl nicht er, sondern seine ältere Schwester Birgit Klassikkonzerte mag. Uwes Mutter sagt falsch aus, dass ihr Sohn die gesamte Zeit an ihrer Seite war. Uwes Vater korrigiert dies bei seiner Befragung: Uwe hat das Konzert vorzeitig aus Übelkeit verlassen. Bei Uwes Befragung zu den Vorkommnissen vor einem Jahr kommt ein wichtiges Detail ans Licht. Er wurde von seiner Schwester zum Autodiebstahl angestiftet. Sie flüchtete aus dem Wagen, bevor Uwe von Großmann gestellt werden konnte. Uwe wiederum verriet sie nicht. Außerdem sagen nun Großmann und auch andere Taxifahrer aus, dass sowohl Uwes Mutter als auch Birgit vor dem damaligen Prozess versucht hatten, sie zu bestechen, damit sie ihre Aussage verändern oder zurücknehmen. Birgit bot sich Großmann dabei selbst an.
Bei einem Go-Cart-Rennen befragt Lutz Subras den Arbeiter, unter dessen Anleitung Uwe das Mechanikerhandwerk lernt. Dabei macht er Bekanntschaft mit Birgit, die sich von ihm nach Hause fahren lässt und mit ihm flirtet. Subras’ Auto folgt ein Motorrad, und der Mann macht Birgit eifersüchtig Vorwürfe. Birgit wird nun observiert. Der Ochsenziemer kann zugeordnet werden: Er gehört zu einem Zirkus, doch hatte sich ein gewisser Willi Runge vom Rummelplatz den Ochsenziemer ausgeliehen und nicht zurückgebracht. Als Birgit erfährt, dass ihre Familie von der Kriminalpolizei befragt wurde, begibt sie sich zum Rummel und zieht sich mit Willi Runge in einen der Rummelwagen zurück. Als der von der Polizeibefragung hört, will er mit der ganzen Sache nichts mehr zu tun haben, sei es doch nur darum gegangen, Großmann nach Birgits Willen einen Denkzettel zu verpassen. Birgit will ihn versöhnlich stimmen und setzt sich die blonde Perücke auf, die sie auch im Taxi getragen hatte – sie war der Fahrgast auf der Rückbank. Als sie wie sonst so oft Willi Runge nackt mit Perücke verführen will, erscheint Lutz Subras und nimmt beide fest. Beim Verhör können sich beide nicht erklären, warum sie Großmann hassen. Beide wollten vor einem Jahr gemeinsam in den Urlaub fahren, konnten dies jedoch nicht, als Uwe verhaftet wurde. Aus der diffusen Wut entwickelte sich der Plan zum Überfall, den Jürgen Hübner am Ende empört als Rowdytum bezeichnet.

## Produktion

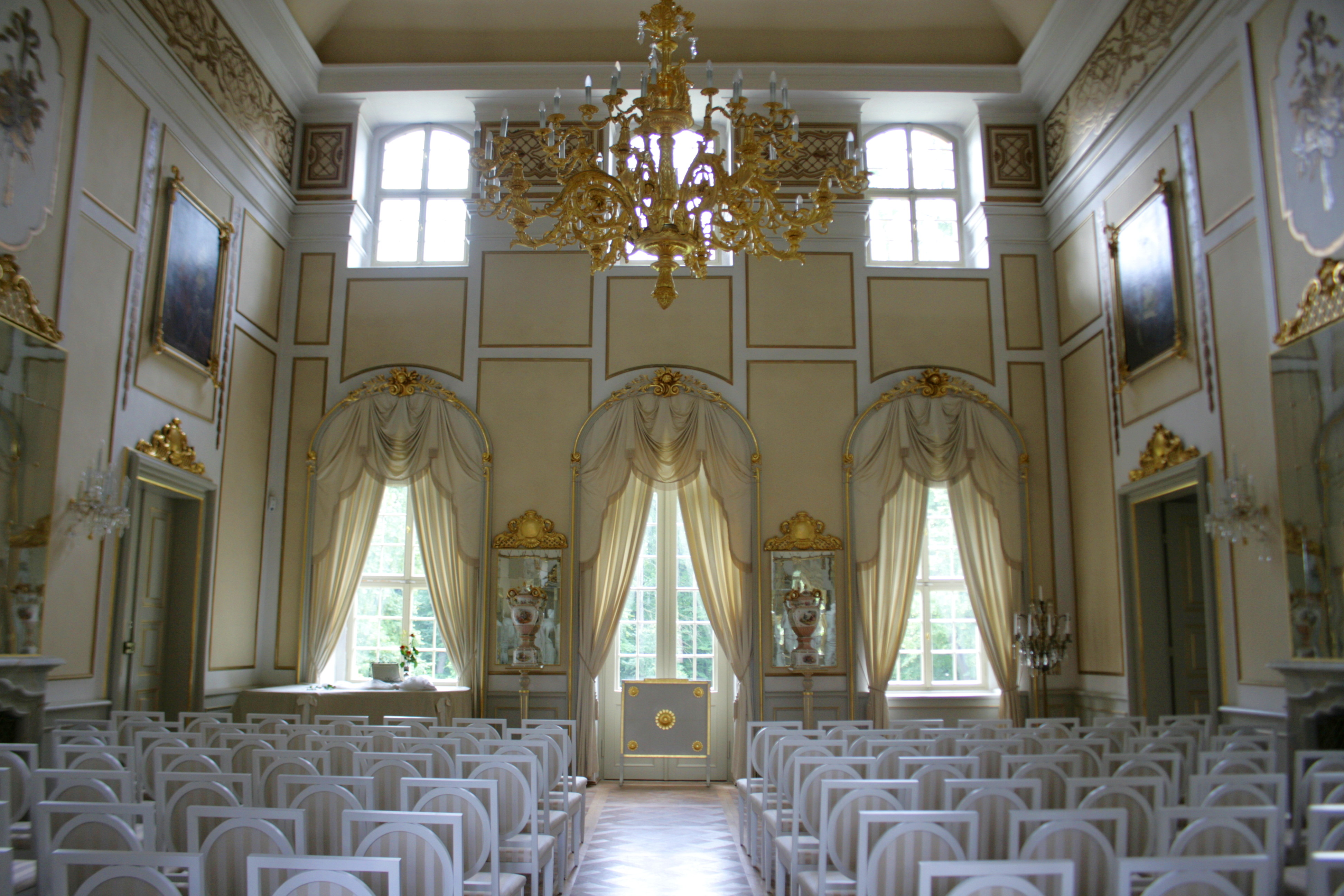
Der Spiegelsaal von Schloss Rammenau, ein Drehort des Films

Nachttaxi wurde vom 20. Mai bis 20. Juni 1974 in Berlin, Leipzig, Meißen, Niesky und Dresden gedreht. Im Spiegelsaal von Schloss Rammenau wurde die Eingangsszene mit der Aufführung von Wolfgang Amadeus Mozarts Eine kleine Nachtmusik gefilmt. Die Szene mit dem Go-Kart wurde auf einem Bauhof des BMK Kohle und Energie in der Mohorner Straße (Dresden-Löbtau) gedreht. Die Kuhstall-Szene wurde im damaligen Ausbildungsbetrieb für Zootechniker in Altroßthal (BBS des VEG Pesterwitz) gedreht, Lehrlinge führen dabei im Hintergrund Milchkühe vorbei, während der Stallmeister befragt wird. Die Kostüme des Films schuf Ruth Völker, die Filmbauten stammen von Hans Völker. Nachttaxi erlebte am 15. Dezember 1974 im 1. Programm des Fernsehens der DDR seine Fernsehpremiere. Die Zuschauerbeteiligung lag bei 56,3 Prozent.
Das Lied, zu dem Birgit und ihre Freunde ausgelassen tanzen, bevor Birgit ihren Bruder zum Autodiebstahl anstiftete, ist The Sweets Hell Raiser in der Cover-Version der Puhdys. Das englischsprachige Lied war 1973 ein Nummer-eins-Hit beim „Klassenfeind“.
Es war die 29. Folge der Filmreihe Polizeiruf 110. Oberleutnant Jürgen Hübner ermittelte in seinem 12. Fall, Leutnant Vera Arndt in ihrem 24. Fall und Meister Lutz Subras in seinem 12. Fall.